# Bellolividae
Bellolividae zijn een familie van weekdieren uit de klasse van de Gastropoda (slakken).

## Geslachten
- Belloliva Peile, 1922
- Jaspidella Olsson, 1956
- Olivellopsis Thiele, 1929